# NGC 7325
NGC 7325 في الفهرس العام الجديد، هي نجم ثنائي، تقع في كوكبة الفرس الأعظم. اكتشفت في 20 سبتمبر 1865 .

## روابط خارجية
- NGC 7325 على موقع ويكي سكاي: DSS2, SDSS, GALEX, IRAS, Hydrogen α, X-Ray, Astrophoto, Sky Map, Articles and images